# Проскурін Данило Павлович
Данило Павлович Проскурін (нар. 8 липня 1973 р., Луганськ) — український математик, доктор фізико-математичних наук, професор, лауреат премії Президента України для молодих вчених (2004).

## Життєпис
Народився 8 липня 1973 року в м. Луганськ.
1995 року закінчив із відзнакою механіко-математичний факультет Київського національного університету імені Тараса Шевченка та вступив до аспірантури за спеціальністю алгебра та математична логіка.
Кандидатська дисертація «Віківські *-алгебри та їх зображення» (1999, науковий керівник — доктор фізико-математичних наук Юрій Самойленко).
У 2012 році захистив докторську дисертацію на тему «Деформації CCR: зображення та обгортуючі C*-алгебри» (науковий консультант — Юрій Самойленко).

## Наукові інтереси
- операторні алгебри
- теорія зображень
- алгебри з віківським впорядкуванням та їх *-зображення
- деформації каонінчних комутаційних та антикоутаційних співвідношень квантової механіки
- деформації алгебри Кунца-Тьопліца та їх зображення
- алгебри узагальнених куонів зі скінченною та нескінченною кількістю степенів свободи

## Науковий доробок
Автор понад 30 публікацій

## Державні нагороди
- Лауреат премії Президента України для молодих вчених 2004 року за роботу «Скінченнозадані алгебри, їх зображення і застосування»